# Bactrocera furfurosa
Bactrocera furfurosa är en tvåvingeart som beskrevs av Drew 1989. Bactrocera furfurosa ingår i släktet Bactrocera och familjen borrflugor. Inga underarter finns listade.